# Арійосі Саорі
Арійосі Саорі (яп. 有吉 佐織; нар. 1 листопада 1987) — японська футболістка, колишня гравчиня збірної Японії.

## Клубна кар'єра
У 2008 році дебютувала в «TEPCO Mareeze». У 2010 року підписала контракт з клубом «Ніттере Бередза».

## Кар'єра в збірній
У червні 2012 року, її викликали до національної збірної Японії на Algarve Cup. На цьому турнірі, 29 лютого, вона дебютувала в збірній у поєдинку проти Норвегії. У складі японської збірної учасниця жіночого чемпіонату світу 2015 року. З 2012 рік зіграла 65 матчів та відзначилася 1-а голами в національній збірній.

## Статистика виступів
| Збірна Японії | Збірна Японії | Збірна Японії |
| Рік           | Матчі         | Голи          |
| ------------- | ------------- | ------------- |
| 2012          | 5             | 0             |
| 2013          | 8             | 0             |
| 2014          | 17            | 0             |
| 2015          | 12            | 1             |
| 2016          | 7             | 0             |
| 2017          | 0             | 0             |
| 2018          | 14            | 0             |
| 2019          | 2             | 0             |
| Загалом       | 65            | 1             |